# 圆叶石豆兰
狹萼豆蘭（學名：Bulbophyllum drymoglossum），又名圓葉石豆蘭，是蘭科石豆蘭屬下的小型附生蘭，喜歡潮濕森林大樹幹或石頭上，在海拔300 -1500公尺山區偶見。

## 特性及特徵

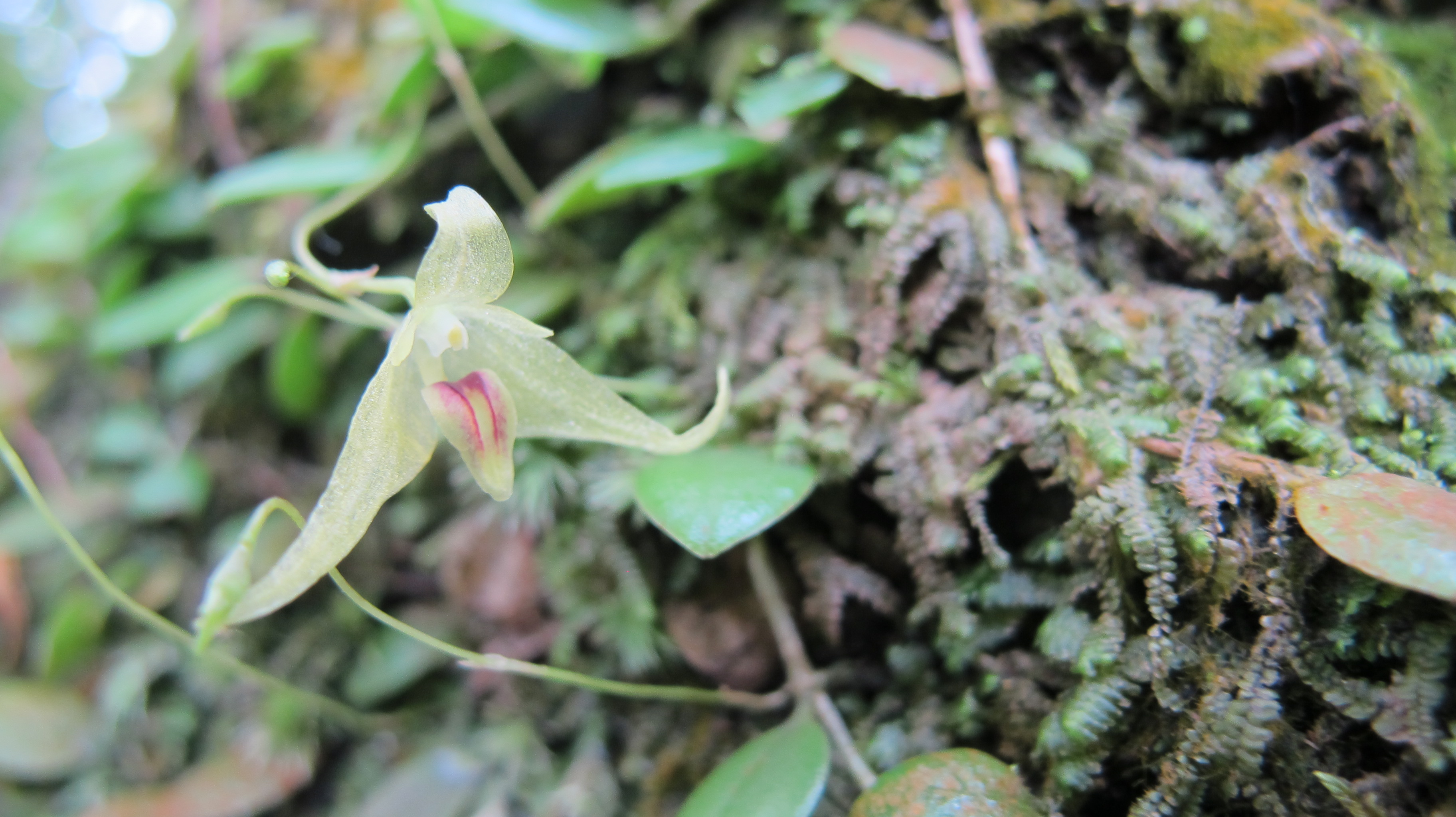
狹萼豆蘭攝於烏來山

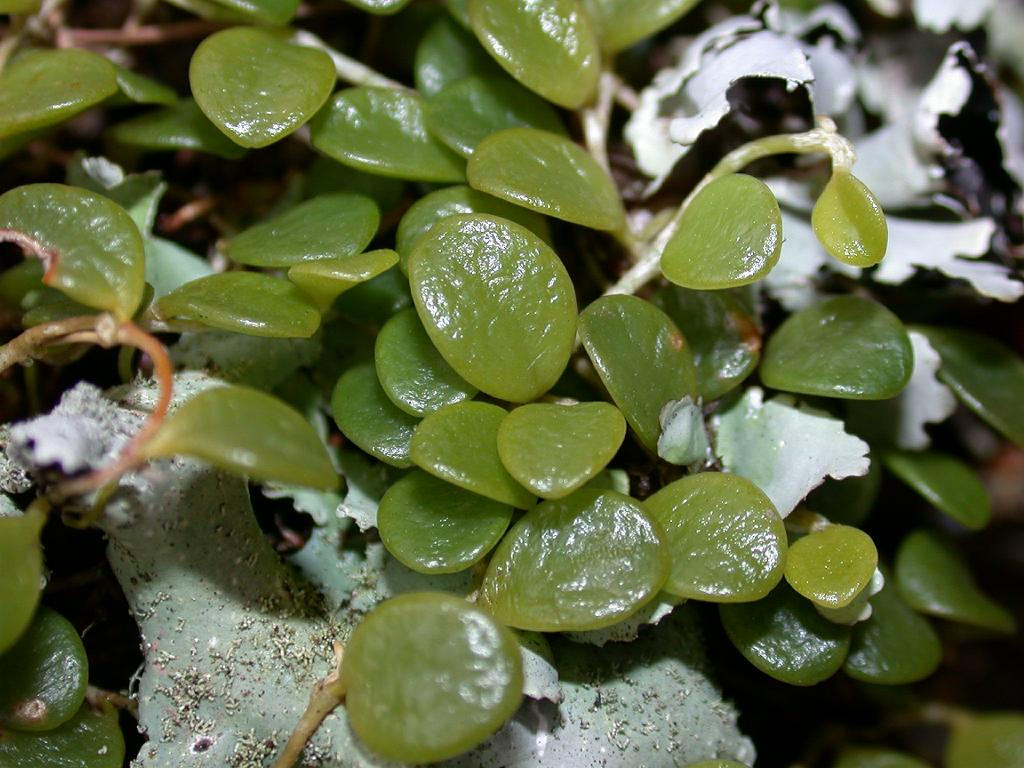

附生，根莖細長且匍匐，為豆蘭屬少數不具假球莖之種類。葉橢圓形至卵形，長0.6-2公分，寬0.4-1公分，幾乎無葉柄，葉肉質，兩面都呈淡綠色，中肋不明顯。葉子外觀與伏石蕨有些相似。花會自葉基之根莖處長出花莖，花莖高約1.5-6公分，直徑0.5毫米。花單生，淡黃色。萼片披針型，花辦小、唇瓣有淡黃色或常帶紅色。花期通常為5-6月。

## 分布
世界上除了台灣，分布於中國南方、日本以及韓國。分布於台灣全島海拔300-1300公尺之潮濕森林。

## 扩展阅读
- 維基物種上的相關：狭萼豆兰